# Martin Zeiller

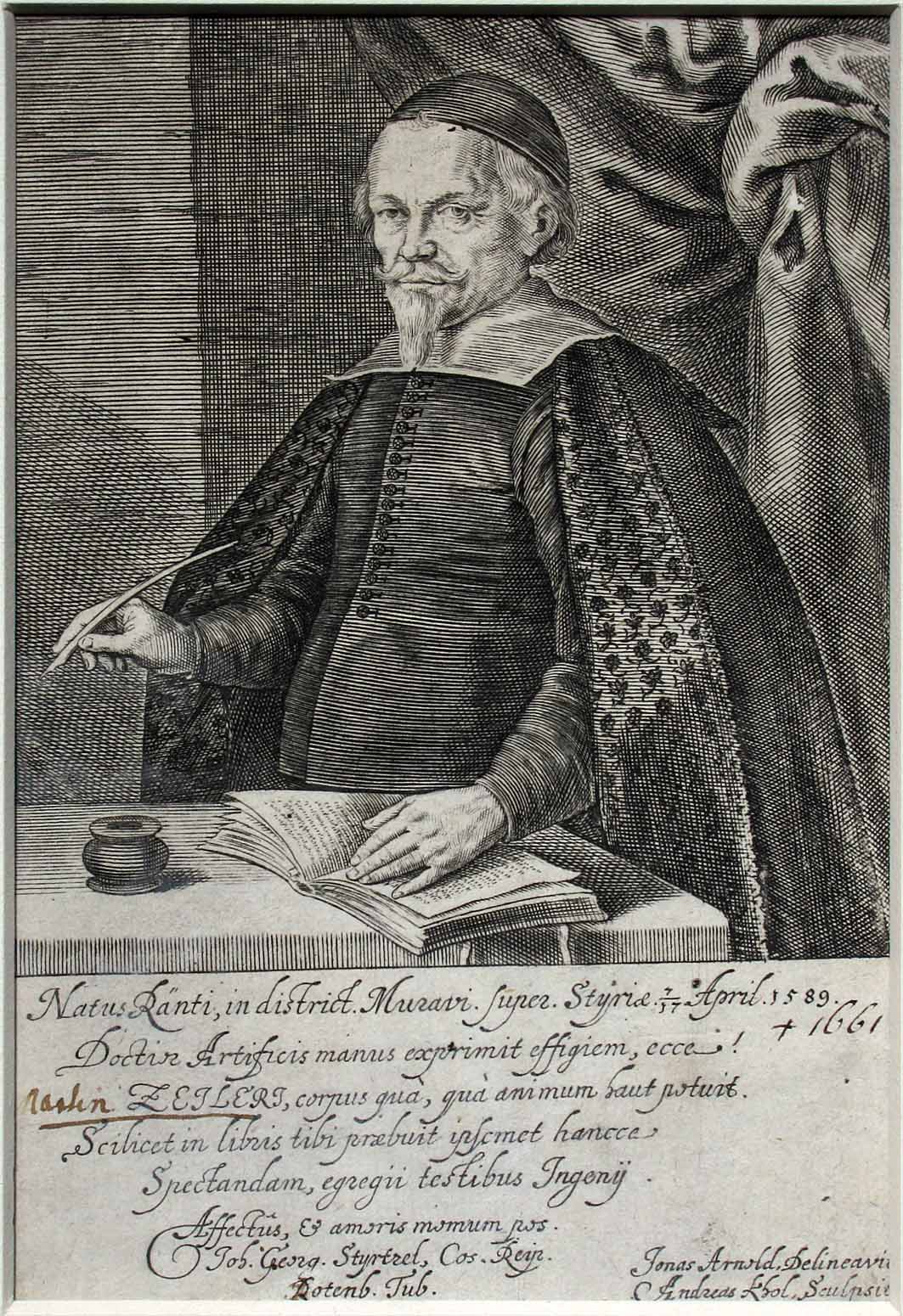
Martin Zeiller

Martin Zeiller (* 17. April 1589 in Ranten, Steiermark; † 6. Oktober 1661 in Ulm) war ein protestantischer deutscher Autor der Barockzeit.

## Leben
Nach dem Besuch des Gymnasiums in Ulm studierte Zeiller, dessen Vater als Exulant aus Glaubensgründen aus der Obersteiermark vertrieben worden war, ab 1608 in Wittenberg. Hier beschäftigte er sich mit der Geschichte und Rechtswissenschaft. Nach dem Studium arbeitete er als Hauslehrer bei protestantischen Adelsfamilien und als Notar unter anderem im österreichischen Linz, wo ihn aber die Gegenreformation erneut vertrieb. Ab 1629 lebte Zeiller in der Reichsstadt Ulm, wo er verschiedene Ämter im Schulwesen bekleidete (unter anderem Aufseher des Gymnasiums 1641, Inspektor der deutschen Schulen 1643).
Zeiller ist das typische Beispiel eines barocken Polyhistors und Kompilations-Schriftstellers. Er verfasste zahlreiche Bücher (allein die Stadtbibliothek Ulm verwahrt 90 Titel von ihm). Am bekanntesten ist seine Mitwirkung als Textautor an Matthäus Merians Topographia Germaniae. Der populäre Autor verfasste auch Reisehandbücher sowie verschiedene Lexika. Seine unerhörte literarische Produktivität wurde von den Zeitgenossen durchaus anerkannt. Der Barockdichter Georg Philipp Harsdörffer verfasste eine Alexandrinerdichtung, beginnend: „Der nie verweilte Fleiß in Herrn Zeillers Schriften.“
Im Geburtsort von Martin Zeiller (Ranten in der Steiermark) wurde anlässlich seines 400. Geburtsjahres ein Martin-Zeiller-Pfad mit Gestaltungselementen des weststeirischen Bildhauers Alfred Schlosser eingeweiht.

## Werke (Auswahl)
- (Übs.) François de Rosset: Theatrum tragicum … in die Teutsche Sprache transferirt durch M. Zeiller. Hg. Martin Opitz. Danzig 1640 u.ö. (25 Auflagen sind bekannt.)
- Newe Beschreibung deß Königreichs Polen und Groß-Herzogthums Lithauen. Kühnen, Ulm 1647 (books.google.de).
- Neue Beschreibung der Königreiche Dennemarck unnd Norwegen, Auch derselben einverleibten Landschafften, fürnembsten Stätten, und Plätzen; Sambt Einer Vorrede, von den in den Historien, so hoch berümbten Normännern ... Ulm 1648.
- zusammen mit Koautor Matthaeus Merian: Topographiae Bohemiae, Moraviae et Silesiae; das ist Beschreibung vnd eigentliche Abbildung der vornehmsten vnd bekandtisten Stätte und Plätze in dem Königreich Boheim vnd ihm einverleibten Ländern Mähren vnd Schlesien. Frankfurt 1650 (Volltext [Wikisource]).
- Topographia Electorat[us] Brandenburgici et Ducatus Pomeraniae etc., das ist, Beschreibung der Vornembsten und bekantisten Stätte und Plätz in dem hochlöblichsten Churfürstenthum und March Brandenburg und dem Herzogentum Pomeren zu : sampt einem doppelten Anhang, 1. Vom Lande Preußen unnd Pomerellen, 2. Von Lifflande und selbige berüffenisten Orten. Frankfurt a. M. 1652 (Volltext [Wikisource]).
- Fidus achates, oder Getreuer Reißgefert. Ulm 1651, 1658 und 1680 (3. Auflage books.google.de).
- Fidus achates : Itinerarium Germaniæ & Regnorum Vincinorum. Johann Jansonn jun. Amsterdam 1658 (bebilderte, im Text gekürzte Ausgabe) Band 1 urn:nbn:de:bvb:12-bsb11702513-4, Band 2, urn:nbn:de:bvb:12-bsb11702514-0.
- Historici, chronologici et geographi … quo vixerunt, et operibus … scripserunt. 2 Bde. Ulm 1652.
- 100 Dialogi oder Gespräch von unterschiedlichen Sachen. Ulm 1653.
- Handbuch von allerley nutzlichen Erinerungen. 2 Bände, Ulm 1655.
- Topographia Franconiae. 1656.
- Anderte Beschreibung des Königreichs Polen und Großherzogthums Litauen. Ulm 1657 (Digitalisat).
- Itinerarium Germaniae. Das ist: Reisbuch Durch Hoch- und Nider-Teutschland/ Auch angräntzende/ und benachbarte Königreiche/ Fürstenthümer und Länder/ als Vngarn/ Siebenbürgen/ Polen/ Dännemarck/ Schweden/ &c. Straßburg 1674.
- Tractatus De X. Circulis Imperii Romano-Germanici, Oder von den Zehen deß H. Römischen Teutschen Reichs-Kraisen. Ulm 1665. (books.google.de).